# Осьодло Василь Ілліч

Василь Ілліч Осьодло (нар. 1966) — український військовик, начальник навчально-наукового інституту воєнної історії Національного університету оборони України. Доктор психологічних наук, професор, Заслужений працівник освіти України (2016), лауреат Державноі премії України в галузі науки і техніки (2019).

## Біографія
Народився 29 вересня 1966 року в с. Зелена, Надвірнянського району, Івано-Франківської області.
Закінчив Серпухівське вище військове командно-інженерне училище ракетних військ (1989), спеціальність «Літальні апарати»; Київський військовий гуманітарний інститут (1999), спеціальність «Практична психологія»; Національний університет оборони України (2020), спеціальність «Публічне управління та адміністрування». Кандидатська дисертація (2001), тема «Психодіагностика та корекція функціональних станів операторів у динаміці професійної діяльності»; докторська дисертація (2013), тема «Психологічні засади становлення суб'єкта військово-професійної діяльності».
Професійна діяльність: у 1989–97 — на військовій службі в Збройних Силах, від 2000 року — у Національній академії оборони України, у 2003–06 — завідувач кафедри інформаційно-пропагандистського забезпечення та військової журналістики, 2007–08 та 2010–15 — суспільних наук, 2008–10 — військової психології та педагогіки, від 2015 — начальник гуманітарного інституту, на основі з вересня 2023 року утворено навчально-науковий інститут воєнної історії Національного університету оборони України.
Вчене звання: доцент кафедри психології (2003), професор кафедри суспільних наук (2014).

## Основні праці
- Психологія професійного становлення офіцера. К., 2012;
- Педагогіка вищої військової школи: Підруч. К., 2017 (співавт.);
- Соціально-філософські та психологічні аспекти сучасних війн. К., 2018 (співавт.);
- Стрес-асоційовані розлади здоров'я в умовах збройного конфлікту. Дн., 2019 (співавт.);
- Індивідуально-психологічні чинники посттравматичного зростання учасників бойових дій на сході України // Укр. психол. журн. 2020. № 1 (співавт.);
- Psychological aspects of armed conflicts. Warszawa, 2020 (співавт.).